# Trogoptera sao
Trogoptera sao is een vlinder uit de familie van de Mimallonidae. De wetenschappelijke naam van de soort is voor het eerst geldig gepubliceerd in 1894 door Druce.